# Mouvement (anatomie)
Pour les articles homonymes, voir Mouvement.
En physiologie et notamment en anatomie fonctionnelle, descriptive ou mécanique, le mouvement est un changement de position dans l'espace du corps ou d'une partie du corps d'un être vivant.
Le mouvement (« volontaire » ou « réflexe ») est l'une des caractéristiques essentielles de la vie.
La cinésiologie est l'anatomie du mouvement.
Les mouvements sont contraints par l'anatomie, en particulier par les caractéristiques du squelette et des muscles. Le cerveau joue un rôle important pour la commande et la régulation de certains mouvements, mais de nombreux mouvements sont générés par des systèmes réflexes, pour le maintien de l'équilibre notamment, en lien avec le système vestibulaire. 

## Apprentissage
Certains mouvements sont utilisés et répétés pour l'apprentissage psychomoteur, pour l'activité physique, pour la danse, ou pour la rééducation. 

## Troubles relatifs
Des malformations congénitales peuvent interdire certains mouvements du corps. 
Des mouvements inappropriés ou trop souvent répétés sont sources de troubles musculosquelettiques.
La dyspraxie est une altération de la capacité à exécuter de manière automatique des mouvements déterminés. À l'opposé, le syndrome de Gilles de La Tourette est un trouble caractérisé par des tics moteurs et vocaux.

## Fonction motrice
Les fonctions motrices désignent les différentes structures qui participent à la mise en mouvement d'une partie du corps ainsi qu'au contrôle et à la régulation de ce mouvement,.
Les fonctions motrices sont à la fois nerveuses (moelle épinière, cortex cérébral et cervelet), musculaires et tendineuses.